# Aufteilung des Königreichs Neapel
Die Aufteilung des Königreichs Neapel war das Ergebnis eines Abkommens zwischen Ludwig XII. von Frankreich und Ferdinand II. von Aragonien im Jahr 1501. Diese Vereinbarung war Teil der Italienischen Kriege, die durch dynastische Ansprüche und politische Ambitionen geprägt waren.

## Ablauf
Ludwig XII. und Ferdinand II. hatten ursprünglich gemeinsame Interessen in Italien verfolgt, insbesondere gegen die Macht der Habsburger. Beide Monarchen hatten sich darauf geeinigt, das Königreich Neapel, das sich zu dieser Zeit im Besitz von Friedrich I. von Neapel befand, untereinander aufzuteilen.
Die Aufteilung sah vor, dass Ludwig XII. die nördlichen Teile des Königreichs, einschließlich der Abruzzen, und Ferdinand II. die südlichen Teile, einschließlich Kalabriens, erhalten sollte. Diese Übereinkunft führte jedoch bald zu Spannungen zwischen den beiden Mächten, da beide Seiten versuchten, ihre Kontrolle über das gesamte Gebiet auszudehnen. 
Die Spannungen eskalierten schließlich in militärische Auseinandersetzungen, die in der Schlacht von Cerignola im April 1503 und der Schlacht am Garigliano im Dezember 1503 gipfelten. In beiden Schlachten wurden die französischen Truppen von den spanischen Truppen unter Gonzalo Fernández de Córdoba besiegt. Diese Niederlagen führten dazu, dass Frankreich seine Ansprüche auf Neapel aufgeben musste, und Ferdinand II. wurde der alleinige Herrscher des Königreichs Neapel.